# Similikaudipteryks
Similikaudipteryks (Similicaudipteryx) – rodzaj teropoda z rodziny Caudipteridae żyjącego we wczesnej kredzie na obecnych terenach Azji. Jego szczątki odnaleziono w datowanych na około 120 mln lat osadach formacji Jiufotang w północno-wschodnich Chinach. Rodzaj obejmuje jeden gatunek – opisany w 2008 przez He, Wanga i Zhou Similicaudipteryx yixianensis. Nazwa rodzajowa Similicaudipteryx oznacza „podobny do kaudipteryksa”, zaś gatunkowa yixianensis odnosi się do Yixian w prowincji Liaoning, gdzie odnaleziono skamieniałości.
He i współpracownicy przypisali similikaudipteryska do grupy Caudipteridae wskazując na podobieństwa w budowie szkieletu między nim a kaudipteryksem (z nieco starszych geologicznie osadów formacji Yixian, sprzed około 125 mln lat), zwłaszcza kształcie kości miednicznej. Miednice kaudipteryksa i similikaudipteryksa różnią się jednak proporcjami. Innymi cechami odróżniającymi przedstawicieli tych rodzajów są obecność pygostyla u similikaudipteryksa oraz budowa kręgów. Jedynymi oprócz similikaudipteryksa znanymi owiraptorozaurami, które również miały pygostyl, są Nomingia, Citipati i Conchoraptor. Kość ta występuje powszechnie u bardziej zaawansowanych ptaków i prawdopodobnie wyewoluowała co najmniej dwukrotnie. W 2010 roku Xu Xing i współpracownicy opisali skamieniałości dwóch juwenilnych osobników z bardzo dobrze zachowanymi piórami; jednak w późniejszej publikacji Xu (2020) przeniósł te osobniki do rodzaju Incisivosaurus.